# Musoniella iparanga
Musoniella iparanga är en bönsyrseart som beskrevs av Rehn 1918. Musoniella iparanga ingår i släktet Musoniella och familjen Thespidae. Inga underarter finns listade i Catalogue of Life.